# Riders (film, 2002)
Pour plus de détails, voir Fiche technique et Distribution.
Riders est un film français réalisé par Gérard Pirès, sorti en 2002.

## Synopsis
Slim, Otis, Frank et Alex, un gang de quatre jeunes malfrats réalise des hold-up audacieux et à haut risque. Ils parviennent toujours à échapper aux forces de l'ordre grâce à une parfaite maîtrise des sports extrêmes.
Mais Slim, leader du groupe, cherche à monter un dernier coup qui leur assurerait une paisible retraite : cinq braquages consécutifs, en cinq jours, avec vingt millions de dollars à la clé. Cette fois-ci, la police va déployer les grands moyens pour les coffrer. Des tueurs à gages attirés par le magot vont également rendre leur tâche difficile.

## Fiche technique
- Titre : Riders
- Réalisation : Gérard Pirès
- Production : Filmguard Productions Inc.
- Production déléguée : Mandarin Films
- Scénario : Mark Ezra et Gérard Pirès
- Compositeur : Andy Gray
- Directeur de la photographie : Tetsuo Nagata
- Ingénieur du son : Peter Baldock
- Montage : Véronique Lange
- Effets Visuels numériques : La Maison
- Productrice Effets Visuels : Annie Dautane
- Effets Visuels numériques : Ève Ramboz et Bruno Maillard
- Cascadeurs : Rémy Julienne et Patrick Oliver
- Chef décorateur : Guy Lalande
- Pays d'origine :  France
- Langue : anglais
- Genre : action
- Format : couleur, 35 mm
- Durée : 85 minutes
- Sortie du film : 8 mai 2002
- Box Office France : 720 370 entrées
- Date de sortie DVD : 10 octobre 2008
- Lieu de tournage : Montréal (Québec), Canada

## Distribution
- Stephen Dorff (VF : Olivier Augrond) : Slim
- Natasha Henstridge (VF : Marjorie Frantz) : Karen
- Bruce Payne (VF : Marc Alfos) : Jack Magruder
- Steven Berkoff (VF : Jean-Pierre Kalfon) : Surtayne
- Karen Cliche : Alex
- Clé Bennett (VF : Thierry Desroses) : Otis
- Steven McCarthy (VF : Adrien Antoine) : Frank

## Critique
Le film reçoit une note de 5,3 sur 10 sur 3 870 avis sur IMDb. Il reçoit également une note moyenne de 1,5 sur 5 pour 628 sur Allociné. Le journal Ciné Live, Le Monde, Libération, Monsieur Cinéma et Télérama lui accorde une note de 2 sur 5 tandis que le Figaroscope, Aden et Studio magazine une note de 3 sur 5.